# ニカラグアの大統領
ニカラグアの大統領（ニカラグアのだいとうりょう、スペイン語: Presidente de La República de Nicaragua）は、ニカラグア共和国の国家元首で、政府の長たる大統領である。

## 概要
直接選挙で副大統領とともに選ばれ、任期は6年。1990年から2009年まで、大統領は連続再選を禁止されていた。しかし、2009年にニカラグア最高裁判所は憲法で定められた連続再選の禁止は効力がないとの判決を下したことで、再選規定が撤廃された。
2025年1月30日に議会で承認され同年2月18日に施行された改正憲法により、任期は5年から6年に延長された。同時にダニエル・オルテガと妻のロサリオ・ムリージョを共同大統領とすることも定められ、オルテガ一家の統治が強化された。

## 中央アメリカ連邦共和国ニカラグア国家元首 (1821–1838)
- マヌエル・アントニオ・デ・ラ・チェルダ：1825年4月22日-1826年4月22日
- ゲロ・デル・カスティーヨとフアン・グスマン：1826年4月22日-1827年9月14日
- ペドロ・ベニート・ピネダ（グラナダでの反乱により、代理）：1826年9月17日-1827年2月26日
- マヌエル・アントニオ・デ・ラ・チェルダ（グラナダで反乱中）：1827年2月27日-1828年11月7日
- ペドロ・オビエド（暫定）：1827年9月14日-1827年12月
- フアン・アルゲリョ：1828年8月5日-1829年11月
- フアン・エスピノーサ（代理）：1829年11月-1830年5月10日
- ディオニシオ・デ・エレーラ：1830年5月10日-1833年12月
- ベニート・ロサレス（代理）：1833年12月-1834年3月10日
- ホセ・ヌニェス（代理）：1834年3月10日-1835年4月23日
- ホセ・ゼペタ：1835年4月23日-1837年1月25日
- ホセ・ヌニェス（代理）：1837年1月25日-1838年1月12日
- フランシスコ・ヒメネス・ルビオ（代理）：1838年1月12日-1838年3月13日
- ホセ・ヌニェス：1838年3月13日-1838年11月17日

## ニカラグア独立共和国の国家元首

### 最高裁取締役 (1838–1854)
- ホセ・ヌニェス：1838年11月17日-1839年4月23日
- エヴァリス・トロシャ（代理）：1839年4月23日-1839年6月30日
- パトリシオ・リバス（代理）：1839年6月30日-1839年7月27日
- ホアキン・デル・コシオ（代理）：1839年7月27日-1839年10月20日
- ヒラリ・オウリョア（代理）：1839年10月20日-1839年11月7日
- トマス・バヤダレス（代理）：1839年11月7日-1840年9月21日
- パトリシオ・リバス（代理）：1840年9月21日-1841年3月4日
- パブロ・ブイトラゴ：1841年3月4日-1843年4月1日
- フアン・デ・ディオスオロスコ（代理）：1843年4月1日-1843年5月31日
- マヌエル・ペレス：1843年5月31日-1844年11月4日
- エミリアーノ・マドリズ（代理）：1844年11月4日-1844年12月16日
- シルベス・トルセルバ（不一致で、代理）：1844年12月16日-1845年1月20日
- ブラス・アントニオ・サエンス（1845年1月24日-の不一致で、代理）：1845年1月20日-1845年4月4日
- ホセ・レオンサンドバル：1845年4月4日-1847年3月12日
- ミゲル・ラモン・モラレス（代理）：1847年3月12日-1847年4月6日
- ホセ・マリア・ゲレロ・デ・アルコスとモリーナ：1847年4月6日-1849年1月1日
- トリビオ・テラン（代理）：1849年1月1日-1849年3月8日
- ベニート・ロサレス（代理）：1849年3月8日-1849年4月1日
- ノルベルト・ラミレスエリア：1849年4月1日-1851年4月1日
- ジャスト・アバウンザ・y・ムニョスアビレス（代理）：1851年4月1日-1851年5月5日
- ホセ・ラウレアノ・ピネダウガルテ：1851年5月5日-1851年8月4日
- ジャスト・アバウンザ・y・ムニョスアビレス（代理）：1851年8月4日-1851年11月11日
- ホセ・ラウレアノ・ピネダウガルテ（不一致）：1851年8月5日-1851年8月11日
- ホセ・フランシスコ・モンテネグロ（反乱における代理）：1851年8月5日-1851年8月11日
- ホセ・デ・ヘスス・アルファロ（反乱内）：1851年8月11日-1851年11月11日
- ホセ・ラウレアノ・ピネダウガルテ（1851年11月2日-反乱中）：1851年11月11日-1853年4月1日
- フルト・チャモロ・ペレス：1853年4月1日-1854年4月

### 大統領 (1854–現在)
| 代 | 氏名                                                     | 着任           | 離任           | 政党                              |
| -- | -------------------------------------------------------- | -------------- | -------------- | --------------------------------- |
| 1  | フルト・チャモロ                                         | 1854年4月30日  | 1855年3月12日  | 保守党                            |
| -  | ホセ・マリア・エストラーダ（代理）                       | 1855年3月12日  | 1855年10月22日 | 保守党                            |
| -  | パトリシオ・リバス（暫定）                               | 1855年10月30日 | 1857年6月24日  | 保守党                            |
| -  | ウィリアム・ウォーカー                                   | 1856年7月12日  | 1857年5月1日   | フィリバスター                    |
| -  | 政府ボード                                               | 1857年6月24日  | 1857年11月15日 | 自由党/保守派                     |
| 2  | トマス・マルティネス                                     | 1857年11月15日 | 1867年3月1日   | 保守党                            |
| ３ | フェルナンド・ソロルザノ・グスマン                       | 1867年3月1日   | 1871年3月1日   | 保守党                            |
| ４ | ホセ・ビセンテ・クアドラ                                 | 1871年3月1日   | 1875年3月1日   | 保守党                            |
| ５ | ペドロ・ホアキン・チャモロ・アルファロ                   | 1875年3月1日   | 1879年3月1日   | 保守党                            |
| ６ | ホアキン・サバラ                                         | 1879年3月1日   | 1883年3月1日   | 保守党                            |
| ７ | アダム・カルデナス                                       | 1883年3月1日   | 1887年3月1日   | 保守党                            |
| ８ | エヴァリスト・カラゾ                                     | 1887年3月1日   | 1889年8月1日   | 保守党                            |
| -  | ニコラス・オソルノ（代理）                               | 1889年8月1日   | 1889年8月5日   | 保守党                            |
| -  | ロベルト・サカサ（代理）                                 | 1889年8月5日   | 1891年1月1日   | 保守党                            |
| 9  | イグナシオ・シャベス                                     | 1891年1月1日   | 1891年3月1日   | 保守党                            |
| 10 | ロベルト・サカサ                                         | 1891年3月1日   | 1893年7月11日  | 保守党                            |
| -  | サルバドール・マチャド（代理）                           | 1893年7月11日  | 1893年7月15日  | 保守党                            |
| -  | ホアキン・サバラ（代理）                                 | 1893年7月16日  | 1893年7月25日  | 保守党                            |
| 11 | ホセ・サントス・セラヤ                                   | 1893年7月25日  | 1909年12月21日 | 自由党                            |
| -  | ホセ・マドリス（代理）                                   | 1909年12月21日 | 1910年8月20日  | 自由党                            |
| -  | ホセ・ドロレス・ストラーダ（代理）                       | 1910年8月20日  | 1910年8月27日  | 保守党                            |
| -  | ルイス・メナ（代理）                                     | 1910年8月27日  | 1910年8月30日  | 保守党                            |
| -  | フアン・ホセ・エストラーダ（暫定）                       | 1910年8月30日  | 1911年5月9日   | 保守党                            |
| 12 | アドルフォ・ディアス                                     | 1911年5月9日   | 1917年1月1日   | 保守党                            |
| 13 | エミリアーノ・チャモロ・バルガス                         | 1917年1月1日   | 1921年1月1日   | 保守党                            |
| 14 | サンディエゴ・マヌエル・チャモロ                         | 1921年1月1日   | 1923年10月12日 | 保守党                            |
| -  | ロセンド・チャモロ（代理）                               | 1923年10月12日 | 1923年10月27日 | 保守党                            |
| 15 | バルトロメ・マルティネス                                 | 1923年10月27日 | 1925年1月1日   | 保守党                            |
| 16 | カルロスホセ・ソロルザノ                                 | 1925年1月1日   | 1926年3月14日  | 保守党                            |
| -  | エミリアーノ・チャモロ・バルガス（事実上）               | 1926年3月14日  | 1926年11月11日 | 保守党                            |
| -  | セバスチャン・ウリザ（代理）                             | 1926年11月11日 | 1926年11月14日 | 保守党                            |
| 17 | アドルフォ・ディアス                                     | 1926年11月14日 | 1929年1月1日   | 保守党                            |
| 18 | ホセ・マリア・モンカーダ・タピア                         | 1929年1月1日   | 1933年1月1日   | 自由党                            |
| 19 | フアン・バウティスタ・サカサ                             | 1933年1月1日   | 1936年6月9日   | 自由党                            |
| -  | カルロス・アルベルト・ブレネス（代理）                   | 1936年6月9日   | 1937年1月1日   | 自由党                            |
| 20 | アナスタシオ・ソモサ・ガルシア                           | 1937年1月1日   | 1947年5月1日   | 軍事政権 /民族主義自由党          |
| 21 | レオナルド・アルゲロ・バレット                           | 1947年5月1日   | 1947年5月26日  | 国民自由党                        |
| -  | ベンジャミン・ラカヨ・サカサ（代理）                     | 1947年5月26日  | 1947年8月15日  | 国民自由党                        |
| 22 | ビクトル・マヌエル・ロマン・イ・レイエス                 | 1947年8月15日  | 1950年5月6日   | 国民自由党                        |
| -  | マヌエル・フェルナンド・ズリタ（代理）                   | 1950年5月6日   | 1950年5月7日   | 国民自由党                        |
| 23 | アナスタシオ・ソモサ・ガルシア                           | 1950年5月7日   | 1956年9月29日  | 軍事政権 /民族主義自由党          |
| 24 | ルイス・ソモサ・デバイレ                                 | 1956年9月29日  | 1963年5月1日   | 国民自由党                        |
| 25 | ルネ・シック                                             | 1963年5月1日   | 1966年8月3日   | 国民自由党                        |
| -  | オーランド・モンテネグロ・メドラーノ（代理）             | 1966年8月3日   | 1966年8月4日   | 国民自由党                        |
| 26 | ロレンツォ・ゲレロ                                       | 1966年8月4日   | 1967年5月1日   | 国民自由党                        |
| 27 | アナスタシオ・ソモサ・デバイレ                           | 1967年5月1日   | 1972年5月1日   | 軍事政権 / 国民自由党             |
| -  | 保守党軍事政権                                           | 1972年5月1日   | 1974年12月1日  | 国民自由党 / 社会保守党           |
| 28 | アナスタシオ・ソモサ・デバイレ                           | 1974年12月1日  | 1979年7月17日  | 軍事政権 / 国民自由党             |
| -  | フランシスコ・ウルクヨス（代理）                         | 1979年7月17日  | 1979年7月18日  | 国民自由党                        |
| -  | 国家再建軍事政権（コーディネーター：ダニエル・オルテガ） | 1979年7月18日  | 1985年1月10日  | 自治会/サンディニスタ民族解放戦線 |
| 29 | ダニエル・オルテガ                                       | 1985年1月10日  | 1990年4月25日  | サンディニスタ民族解放戦線        |
| 30 | ビオレタ・チャモロ                                       | 1990年4月25日  | 1997年1月10日  | 国民野党連合                      |
| 31 | アーノルド・アレマン                                     | 1997年1月10日  | 2002年1月10日  | 憲法擁護自由党                    |
| 32 | エンリケ・ボラーニョス                                   | 2002年1月10日  | 2007年1月10日  | 憲法擁護自由党                    |
| 33 | ダニエル・オルテガ                                       | 2007年1月10日  | 現職           | サンディニスタ民族解放戦線        |
| 33 | ロサリオ・ムリージョ                                     | 2025年2月18日  | 現職           | サンディニスタ民族解放戦線        |